# Anthony Hoynck van Papendrecht (1762-1837)
Anthony Hoynck van Papendrecht (Heusden, 24 januari 1762 - 's-Gravenhage, 1 december 1837) was een Nederlands patriottistisch gezinde advocaat en politicus.
Anthony Hoynck van Papendrecht was een zoon van de advocaat en schout Paulus Cornelis Hoynck van Papendrecht en Apollonia Henrietta Pröbsting. Hij studeerde Romeins en hedendaags recht aan de Hogeschool te Leiden, waar hij in 1785 promoveerde op stellingen. In oktober 1785 trouwde hij in 's-Gravenhage met Paulina Loeff Heshusius, met wie hij vier dochters en vier zoons kreeg.
In 1785 vestigde Hoynck van Papendrecht zich als advocaat in Dordrecht, maar in 1786 werd hij secretaris bij de Commissie tot het financiewezen te 's-Gravenhage, waarna hij in 1787 weer zijn advocatuur in Dordrecht oppakt. Als patriot en federalist vervulde hij diverse bestuurlijke functies tijdens de jaren 1795-1811. Zo was hij baljuw van Zuid-Holland (1795-1811), lid van de Vergadering van provisionele representanten van het Volk van Holland en van 1795 tot 1798 substituut-secretaris van het Comité tot de Algemene Zaken van het Bondgenootschap te Lande (afdeling militaire zaken). In 1797/1798 was hij lid van de Tweede Nationale Vergadering voor het district Nieuwekerk. Hoewel hij in 1798 het federalisme afwees, weigerde hij zitting te nemen in de unitarische Constituerende Vergadering. Ook was hij baljuw van Strijen (1801-1811) en Goidschalxoord (1808-1811), hoofdofficier van Dordrecht en rechter van instructie in Rotterdam (1811-1813).
In november 1813 werd Hoynck van Papendrecht benoemd tot commissaris-generaal van politie (tot februari 1814), waarna hij advocaat-fiscaal over de middelen te water te Rotterdam was. Na de instelling van het Verenigd Koninkrijk der Nederlanden zou het tot 1820 duren voor hij weer een politieke functie vervulde, toen hij voor het district Delfshaven in de Provinciale Staten van Holland werd gekozen. In 1828 verruilde hij de Provinciale Staten voor de Tweede Kamer der Staten-Generaal. Daar was hij een van de conservatiefste leden. Hij werd in 1837 wel herkozen, maar overleed voor hij kon worden beëdigd.
Hoynck van Papendrecht was de grootvader van Anthony Hoynck van Papendrecht (1819-1877), die rechter in Rotterdam en lid van de Tweede Kamer zou worden.
- Biografisch Portaal: 00259080
- International Standard Name Identifier: 0000 0003 9177 0264
- Nederlandse Thesaurus van Auteursnamen: 070090513
- Parlement.com: vg09llshgksv
- Virtual International Authority File: 285677561
- WorldCat: E39PBJymtmVMcMmqpwQm4j7yh3